# Symphonie en or
Pour plus de détails, voir Fiche technique et Distribution.
Symphonie en or (Symphonie in Gold) est un film autrichien réalisé par Franz Antel sorti en 1956.

## Synopsis
Charles Bierwirth, propriétaire d'une revue de patinage artistique, fait face à un problème : les deux principales stars de sa revue démissionnent. Suivant la suggestion de Susi Hagedorn, croyant à Hori, Charles veut donner à la jeune Eva une chance de danser en couple dans la revue. Eva était auparavant considérée comme la 13e fille du spectacle à partir de la droite et devrait maintenant s'occuper d'un partenaire. Elle espère le retrouver dans l'un des participants au prochain championnat d'Europe de patinage artistique. La star est Bill Johnson qu'Eva ne peut pas rencontrer. À sa place, elle rencontre Walter Gerlos du petit village d'Arlberg, qui fait du patinage artistique avec un groupe pendant les mois d'hiver, mais travaille autrement comme sculpteur sur bois. Eva ne sait pas qu'il participera également au championnat d'Europe et est très surprise lorsqu'elle le voit sur la glace. Magnus Mispel, le reporter du Kleine Sportblatt, est le seul à croire au succès de Walter. Finalement Walter est quatrième et Bill gagne. Walter conviendrait pour le spectacle, mais Walter refuse la proposition de Charles Bierwirth. Walter deviendrait sinon professionnel et ne serait plus autorisé à être au championnat, qui est réservé aux amateurs. Il se retire dans son village, frustré, car il pense que seules les mauvaises conditions d'entraînement sont responsables de son échec.
Peu de temps après, Walter reçoit la visite de Magnus Mispel dans son village, qui veut l'interviewer. Walter se plaint : travailler pour financer le sport, pas de possibilités d'entraînement en été, pas d'argent pour de bons entraîneurs. Un engagement de revue bien rémunéré serait la solution, mais alors Walter ne serait plus considéré comme un amateur. Mispel, qui est toujours derrière Walter, a la solution : Walter se présente dans une autre revue avec un masque sous le nom de Monsieur X. M. X a un grand succès, d'autant plus que la presse ne découvre pas son identité. Walter apparaît publiquement comme le secrétaire de M. X, tandis que Mispel a les droits exclusifs sur les articles de M. X.
Charles Bierwirth est très intéressé à embaucher M. X pour sa revue. Walter est d'accord avec les grandes éditions. Entre autres choses, M. X doit recevoir une patinoire artificielle pour son usage exclusif le matin, et son anonymat doit être préservé à tout prix. Walter rencontre à nouveau Eva et organise une session de formation avec M. X. Quand Eva pense pour la première fois que M. X est là seulement pour de l'argent, elle le trouve sympathique après une session de formation. Cependant, elle ne comprend pas pourquoi Walter ne s'entraîne pas pour le prochain championnat d'Europe. Walter reconnaît que certains de ses partenaires du groupe à Arlberg sont plus talentueux que lui. Il les lui a amenés de manière anonyme et s'entraîne avec un entraîneur professionnel sur la patinoire de Charles Bierwirth. Il surveille indirectement les progrès de leur entraînement et les exhorte à faire preuve de discipline. Dans le même temps, il s'entraîne avec Eva en tant que M. X et réagit jalousement ouvertement quand Eva trouve les yeux trop beaux de M. X. Il la dispute puis ils se séparent. Magnus Mispel intervient et dit à Eva que Walter et Mr. X sont la même personne. Lors de la revue finale, les deux patineurs artistiques sont réconciliés. L'entraîneur du village, Anton Koriander, a également remarqué depuis longtemps que M. X commet les mêmes erreurs de patinage artistique que Walter, mais ne dit rien. Il apprend également de Charles Bierwirth que le patron anonyme qui a permis à ses protégés de s'entraîner était M. X. L'engagement de Walter porte ses fruits : finalement, son ancien partenaire d'entraînement d'Arlberg, le prometteur Hans, remporte le Championnat d'Europe contre le favori Bill Johnson.

## Fiche technique
- Titre français : Symphonie en or[1]
- Titre original : Symphonie in Gold
- Réalisation : Franz Antel assisté d'Arnfried Heyne
- Scénario : Kurt Nachmann
- Musique : Lotar Olias (de)
- Direction artistique : Sepp Rothauer, Walter Schmiedl
- Costumes : Gerdago
- Photographie : Hans Heinz Theyer
- Son : Karl Hinze, Herbert Janeczka
- Montage : Arnfried Heyne
- Production : Erich von Neusser
- Sociétés de production : Neusser-Cosmos Produktion
- Société de distribution : Herzog-Filmverleih
- Pays d'origine :  Autriche
- Langue : allemand
- Format : Couleur - 1,33:1 - Mono - 35 mm
- Genre : Musical
- Durée : 100 minutes
- Dates de sortie :
  - Autriche : 2 mars 1956.
  - France : 10 juin 1957[1].

## Distribution
- Joachim Fuchsberger : Walter Gerlos
- Germaine Damar : Eva Bell
- Paul Westermeier : Charles Bierwirth
- Ernst Waldbrunn : Magnus Mispel
- Hannelore Bollmann : Susi Hagedorn
- Susi Nicoletti : Mathilde Seidlitz
- Gunther Philipp : Joe Lobedanz
- Fernand Leemans (de) : Bill Johnson
- Jiřina Nekolová (de) : Une star du patinage
- Hans Moser : Anton Koriander
- Thomas Hörbiger : Hans
- Fritz Muliar : Le portier de l'hôtel

## Production
Le film montre les patineurs de la Wiener Eisrevue (de). Alors que l'actrice Germaine Damar fait elle-même les numéros, Joachim Fuchsberger est doublé par Fernand Leemans, médaille de bronze de l'épreuve masculine aux championnats d'Europe de patinage artistique 1947, qui joue également Bill Johnson.

## Source de la traduction
- (de) Cet article est partiellement ou en totalité issu de l’article de Wikipédia en allemand intitulé « Symphonie in Gold » (voir la liste des auteurs).